# Rally de Ourense de 1970
El Rally de Ourense de 1970, oficialmente 4.º Rallye Internacional de Orense fue la cuarta edición y la séptima cita de la temporada 1970 del Campeonato de España de Rally. Se celebró del 28 al 29 de junio y contó con un itinerario de quince tramos que sumaban un total de 89,6 km cronometrados.

## Itinerario
| Día   | Tramo | Nombre                                | Distancia | Hora  | Ganador              | Tiempo |
| ----- | ----- | ------------------------------------- | --------- | ----- | -------------------- | ------ |
| Día 1 | TC1   | Alto de Vilar das Tres                | 3 km      | 17:08 | José Pavón           | 02:13  |
| Día 1 | TC2   | Couso-Maceda                          | 4 km      | 18:09 | José Pavón           | 02:10  |
| Día 1 | TC3   | Alto de Pereiro de Aguiar             | 2,5 km    | 18:50 | José Pavón           | 01:59  |
| Día 1 | TC4   | Alto de Cenlle                        | 4,9 km    | 19:45 | José Pavón           | 03:20  |
| Día 2 | TC5   | Cea-Carballiño                        | 4 km      | 00:02 | José Pavón           | 02:23  |
| Día 2 | TC6   | Carballiño-Cea                        | 4 km      | 01:18 | José Pavón           | 02:19  |
| Día 2 | TC7   | Santa Marina-Maceda                   | 10 km     | 02:15 | Alberto Ruiz-Giménez | 06:06  |
| Día 2 | TC8   | Maceda-Couso                          | 4 km      | 02:33 | José Pavón           | 02:13  |
| Día 2 | TC9   | Alto del Rodicio                      | 7 km      | 02:48 | José Pavón           | 03:48  |
| Día 2 | TC10  | Rodicio-Couso                         | 11,5 km   | 05:04 | Alberto Ruiz-Giménez | 06:37  |
| Día 2 | TC11  | Maceda-Santa Marina                   | 10 km     | 05:27 | Alberto Ruiz-Giménez | 06:03  |
| Día 2 | TC12  | Alta del Paraño                       | 11 km     | 06:42 | Manuel Juncosa       | 06:24  |
| Día 2 | TC13  | Alto del Barón                        | 4,2 km    | 08:00 | Bernard Tramont      | 02:42  |
| Día 2 | TC14  | Alto del Cumial                       | 3 km      | 08:50 | Bernard Tramont      | 01:57  |
| Día 2 | TC15  | Circuito Polígono S. Ciprián de Viñas | 11,5 km   | 09:05 | Bernard Tramont      | 06:04  |

## Clasificación final
| Pos. | Piloto               | Copiloto           | Automóvil                 | Puntos |
| ---- | -------------------- | ------------------ | ------------------------- | ------ |
| 1.   | Alberto Ruiz-Giménez | Rafael Castañeda   | Porsche 911 S             | 3.436  |
| 2.   | Bernard Tramont      | Jaime Segovia      | Alpine-Renault A110 1600S | 3.437  |
| 3.   | Manuel Juncosa       | Artemi             | Fiat Abarth 2000 OT       | 3.461  |
| 4.   | Eladio Doncel        | Juan Antonio Conde | Porsche 911 S             | 3.483  |
| 5.   | José A. Leal         | Julio A. Leal      | Porsche 911 R             | 3.513  |
| 6.   | J. Pla               | J. Rosal           | Renault Alpine 1600       | 3.540  |
| 7.   | César Perejoan       | Josep María Clot   | BMW 2002 Ti               | 3.869  |
| 8.   | Ventura              | Cartelle           | Morris Mini 1275          | 3.879  |
| 9.   | G. Hoffman           | Sarandeses         | Renault 8 Gordini         | 3.909  |
| 10.  | S. Salido            | XX                 | Renault Alpine 1300       | 3.933  |